# Anomodon mexicanus
Anomodon mexicanus là một loài rêu trong họ Thuidiaceae. Loài này được (Besch.) A. Jaeger mô tả khoa học đầu tiên năm 1878.